# Stiepelse
Stiepelse est un quartier de la commune d'Amt Neuhaus, dans le Land de Basse-Saxe.

## Géographie
Le village se situe directement sur l'Elbe, l'emplacement n'a pas changé depuis 130 ans.

## Histoire
Le village de Stiepelse est l'un des plus anciens villages de l'Elbtalaue. La première mention date de 1206. En 1848, on recense 31 bâtiments résidentiels dans lesquels vivent 272 habitants. Le 1er décembre 1910, Stiepelse dans l'arrondissement de Bleckede compte 197 habitants.
Après la réunification allemande, le lieu change dans le cadre des changements territoriaux dans le Mecklembourg-Poméranie occidentale le 30 juin 1993 de la municipalité de Teldau dans le Mecklembourg-Poméranie occidentale à la municipalité de Sumte en Basse-Saxe. Le 1er octobre 1993, Sumte et Stiepelse sont incorporés dans la municipalité d'Amt Neuhaus.

## Source, notes et références
- (de) Cet article est partiellement ou en totalité issu de l’article de Wikipédia en allemand intitulé « Stiepelse » (voir la liste des auteurs).

1. ↑  (de) Sascha Nitsche, « Stiepelse, kleiner Ort mit großer Gemeinschaft », sur Schweriner Volkszeitung, 2022 (consulté le 30 septembre 2022)